# Château de Saint-Privat
Le château de Saint-Privat  est situé sur la commune de Flaugnac, dans le département du Lot.

## Historique
Le château de Saint-Privat se trouve sur l'extrémité du plateau aride du Quercy Blanc. Il faisait autrefois partie d'un village disparu, Saint-Privat-de-Montcabrier, qui était une des trois paroisses de Flaugnac. Il dépendait de la châtellenie de Castelnau-Montratier. Le château se trouve à côté d'une chapelle qui a été inscrite au titre des Monuments historiques.
Le nom du village vient de celui de la famille de chevaliers qui ont le fief, les Saint-Privat de la Olmière. En 1296, Gaillard de Saint-Privat de la Olmière rend hommage à Ratier III de Castelnau.
En 1398, le village constitué de quelques maisons autour de l'église paroissiale et du château était entouré d'une enceinte.
La famille de Saint-Privat s'éteignit au XIVe siècle avec Magne qui se maria avec Bertrand de Cas, chevalier de la châtellenie de Caylus. En 1403, c'est Arnaud de Rouzet qui rend hommage pour le fief à l'évêque de Cahors. Les Gontaud de Lalbenque succédèrent aux Cas puis ils vendirent en 1460 le fief à noble Jean de Fenelo de Parisot. 
Le fief est revendu en 1466 par Jean de Fenelo (ou Fénelon) à Guillaume de Montégut. Il rachète en 1477 la moitié des dîmes. Il apparaît encore dans un acte de 1490. Les Fenelo sont encore seigneurs de Saint-Privat au XVe siècle. Ils ont été à l'origine des embellissements effectués dans l'église et le château à la fin du XVe siècle après la guerre de Cent Ans. On a alors adopté un plan en vogue pour les maisons fortes en ajoutant au milieu de la façade principale une tour circulaire avec un escalier. 
Un bourgeois de Cahors, Guillaume Baudus, achète le fief en 1628. En 1717, Saint-Privat appartient à ses descendants dont Marie de Baudus (1649-1719), veuve d'Antoine Dadin de Hauteserre. Les Baudus vont conserver le domaine jusqu'à la Révolution. 
Le château est ensuite acheté comme bien national par un sieur Boncour.
Le château a été réaménagé au XVIIe siècle. Sur la façade côté sud ont été ouvertes des fenêtres avec croisées en pierre. Deux fenêtres à meneaux ont ensuite été bouchées. Une porte en arc brisé a été ouverte sur cette façade. Une cheminée a été mise en place dans la grande salle du premier étage.
Le château a connu plusieurs propriétaires jusqu'en 1958. Les nouveaux propriétaires ont alors décidé de le restaurer.
La chapelle du château a été inscrite au titre des monuments historiques depuis le 31 juillet 2002.

## Description
Le château est à plan rectangulaire avec des façades bâties en bel appareil de moellons calcaires conservent de nombreux vestiges de l’ancienne maison forte des XIIIe et XIVe siècles, dont deux portes en tiers-points ainsi que des fragments d'impostes et d'appuis appartenant à une fenêtre géminée médiévale. 
La tour-escalier circulaire a été ajoutée au XVe siècle au milieu de la façade principale.